# Пашман
Па́шман (хорв. Pašman) — остров в центральной части Хорватии, возле далматинского побережья к югу от Задара.

## География
Площадь острова — 63,34 км², длина береговой линии — 65,3 км, высшая точка — 272 м над уровнем моря. Население — 2711 человека (2001). Жители острова живут в 11 сёлах, самые крупные — Ткон и Пашман, городов на острове нет. На острове есть два монастыря: бенедиктинский монастырь Свв. Косьмы и Дамиана близ Ткона (основан в 1059 г.) и францисканский монастырь Св. Дуйма близ Края (основан в 1392 г.). В 1739 — 1745 годах куратором монастыря Свв. Косьмы и Дамиана был известный хорватский лингвист Матей Караман.
Остров Пашман отделён от материка Пашманским каналом, ширина которого составляет 2—3 километра, а длина — более 20. В его акватории множество мелких и живописных островков. Направление морских течений в Пашманском канале меняется каждые шесть часов, что делает воду пролива очень чистой и прозрачной. Канал популярен у яхтсменов и любителей виндсёрфинга.
От острова Угляна Пашман отделён узким проливом Ждрелац. В старину он был настолько мелок, что его можно было перейти пешком. В 1883 году его углубили и сделали доступным для прохода небольших судов, а в 1973 году через него перекинули автомобильный мост, соединив таким образом Углян и Пашман. На запад от Пашмана лежат остров Дуги-Оток и архипелаг Корнаты.
Пашман связан регулярными паромными переправами с материковыми городами Задаром и Биоград-на-Мору.
Пашман — один из самых зелёных островов Адриатики. Леса, сосновые рощи и виноградники делают пейзажи острова очень живописными.

## Другое
В 1190 г. у берегов Пашмана произошла битва военно-морских сил Задара и Венеции. Задарский флот одержал победу.
На острове Пашмане в селе Тконе родился хорватский генерал Анте Готовина, приговорённый Международным трибуналом по бывшей Югославии к 24 годам тюремного заключения «за военные преступления» — и оправданный в 2012 году.
В Пашманском канале находится остров Галешняк ставший известным в феврале 2009 года, когда незадолго до дня Св. Валентина пользователи программы Google Earth обнаружили, что по форме он напоминает символ сердца.